# جسر دوبرفيل
جسر دوبرفيل عبارة عن جسر قوسي خرساني تاريخي، يقع في مقاطعة بركس، بنسلفانيا. يبلغ طوله 408 قدم (124م)، شيد عام 1908. وفي عام 1991، هدم الجسر وأعيد بناؤه. وفي عام 1988، أدرج في السجل الوطني للأماكن التاريخية.